# Coronidopsis
Coronidopsis is een geslacht van kreeftachtigen uit de klasse van de Malacostraca (hogere kreeftachtigen).

## Soorten
- Coronidopsis bicuspis Hansen, 1926
- Coronidopsis serenei Moosa, 1973